# Really Don't Like U
«Really Don't Like U» es una canción de la cantautora sueca Tove Lo, en colaboración con la artista australiana Kylie Minogue, que fue lanzada como cuarto sencillo de su cuarto disco de estudio, Sunshine Kitty, el 6 de septiembre de 2019. La canción fue escrita por Lo, Caroline Ailin y su productor Ian Kirkpatric.

## Trasfondo y composición
El 2 de agosto de 2019, Tove Lo la anunció como parte del repertorio de su cuarto álbum de estudio, Sunshine Kitty. Según declaraciones de la propia artista sueca, conoció a Minogue en un evento de la AMFAR en Hong Kong, donde Minogue expresó su interés en colaborar con ella en algún proyecto musical. Luego, presentó la canción a la australiana, quien decidió aparecer en la pista.
Los críticos musicales la han descrito como una canción electropop, ambient pop, y synth-pop. con un ritmo electrónico mínimo y escabroso, mientras el dúo vocal canta juntos el coro. La canción discute los sentimientos de ver a un ex con otra chica en una fiesta.

## Videoclip
El videoclip de la canción fue publicado en YouTube el 13 de septiembre, una semana exacta del lanzamiento como sencillo de Really Don't Like U. Grabado en Londres y Praga, comienza con "ambas mujeres ansiosamente quedándose en sus apartamentos para evitar confrontaciones". Más tarde se muestran escenas de Tove Lo caminando por varias calles y Minogue cantando la canción con un micrófono en un bar, con subtítulos de la letra al estilo de un karaoke.

## Recepción de la crítica
Mike Wass, del blog musical Idolator, dijo que "la canción es un bop electro-pop reluciente", elogiando la canción por discutir "un tema muy identificable". Emily Zemler, para Rolling Stone, la describió como un "número de ambient pop", añadiendo que las voces de Lo y Minogue consiguen fusionarse en el coro. Para la revista Out, la colaboración musical entre ambas artistas fue un experimento de "excelencia del pop", afirmando que la canción "deconstruye el odio entre chicas y al mismo tiempo reconoce que solo porque sabemos que un comportamiento es incorrecto no significa que podamos dejar de hacerlo".

## Créditos y personal
Créditos aparecidos en Tidal.
- Tove Lo - voces, composición, letra
- Kylie Minogue - voz
- Caroline Ailin - composición, letra
- Ian Kirkpatrick - producción, composición, letra, programación
- John Hanes - mezcla
- Serban Ghenea - mezcla
- Chris Gehringer - masterización